# 미뉴강

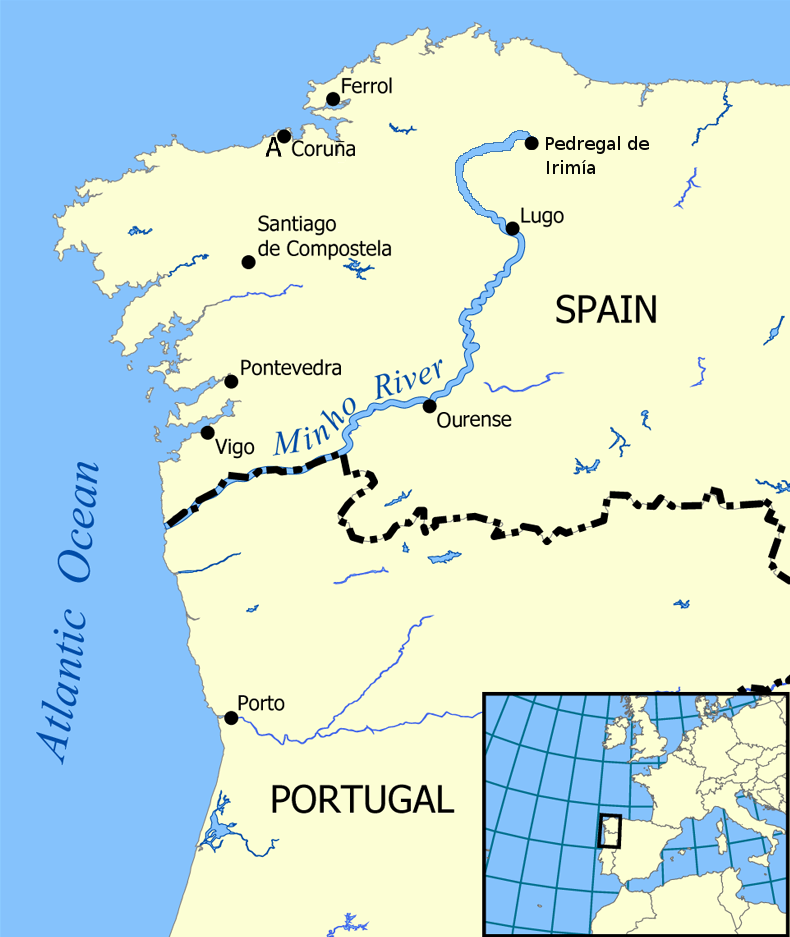
미뉴강

미뉴강(포르투갈어: Minho) 또는 미뇨강(갈리시아어: Miño)은 스페인 갈리시아 지방에서 가장 긴 강으로, 길이는 340 km이다. 갈리시아 지방의 루고에서 발원하며, 하류는 스페인과 포르투갈의 국경을 이룬다.